# アドミラル (トロリーバス車両)
アドミラル（ロシア語: Адмирал、英語: Admiral）は、ロシア連邦の輸送用機器メーカーであるPC輸送システムズが開発・展開するトロリーバス車両。バリアフリーに適したノンステップ車両で、6281という形式番号も有する。

## 概要
車体の右側に3箇所の乗降扉を有するトロリーバス車両。段差が存在しない100 %低床構造となっている他、車椅子スペースや運転手呼び出し用ボタン、警告システムといったバリアフリーに適した設備が多数設置されている。また車内は運転台を含め空調が完備されている。部品の80 %はロシア国産品で構成されている。基本形式となる6281.00に加え、架線レス区間でも長距離の走行が走行可能なよう充電池を始めとした充電システムを搭載した6281.01の展開も行われている。

後方（2024年撮影）

2015年および2019年に試作車が製造された後、2020年から量産車の生産が始まり、以下のロシア各都市への導入が実施されている。この量産車の設計にあたっては、2019年に破産が宣告された車両メーカーのトロルザ（現：エンゲリス電気輸送工場）が展開していたトロリーバス車両「トロルザ・5265「メガポリス」」を基にした改良が実施され、同社が有していた工場を用いた生産が行われている。
| アドミラル 導入都市一覧（2023年時点）                     | アドミラル 導入都市一覧（2023年時点） | アドミラル 導入都市一覧（2023年時点） | アドミラル 導入都市一覧（2023年時点） |  |  |
| 都市                                                      | 導入車両数                            | 導入車両数                            | 備考                                  |  |  |
| 都市                                                      | 6281.00                               | 6281.01                               | 備考                                  |  |  |
| --------------------------------------------------------- | ------------------------------------- | ------------------------------------- | ------------------------------------- |  |  |
| オムスク                                                  | 6281.00                               | 6281.01                               | 111台                                 |  |  |
| サンクトペテルブルク (サンクトペテルブルク・トロリーバス) | 87台                                  |                                       |                                       |  |  |
| サラトフ                                                  | 34台                                  | 36台                                  |                                       |  |  |
| イヴァノヴォ                                              | 39台                                  |                                       |                                       |  |  |
| クラスノヤルスク                                          | 23台                                  | 12台                                  |                                       |  |  |
| サマーラ                                                  | 22台                                  |                                       |                                       |  |  |
| クルスク                                                  |                                       | 15台                                  |                                       |  |  |
| ブリャンスク                                              | 14台                                  |                                       | 合計64台を導入予定                    |  |  |
| リャザン                                                  | 10台                                  |                                       |                                       |  |  |
| ケメロヴォ                                                |                                       | 10台                                  |                                       |  |  |
| イルクーツク                                              |                                       | 1台                                   | [ 7 ]                                 |  |  |
| ヨシュカル・オラ                                          |                                       | 1台                                   | [ 8 ]                                 |  |  |

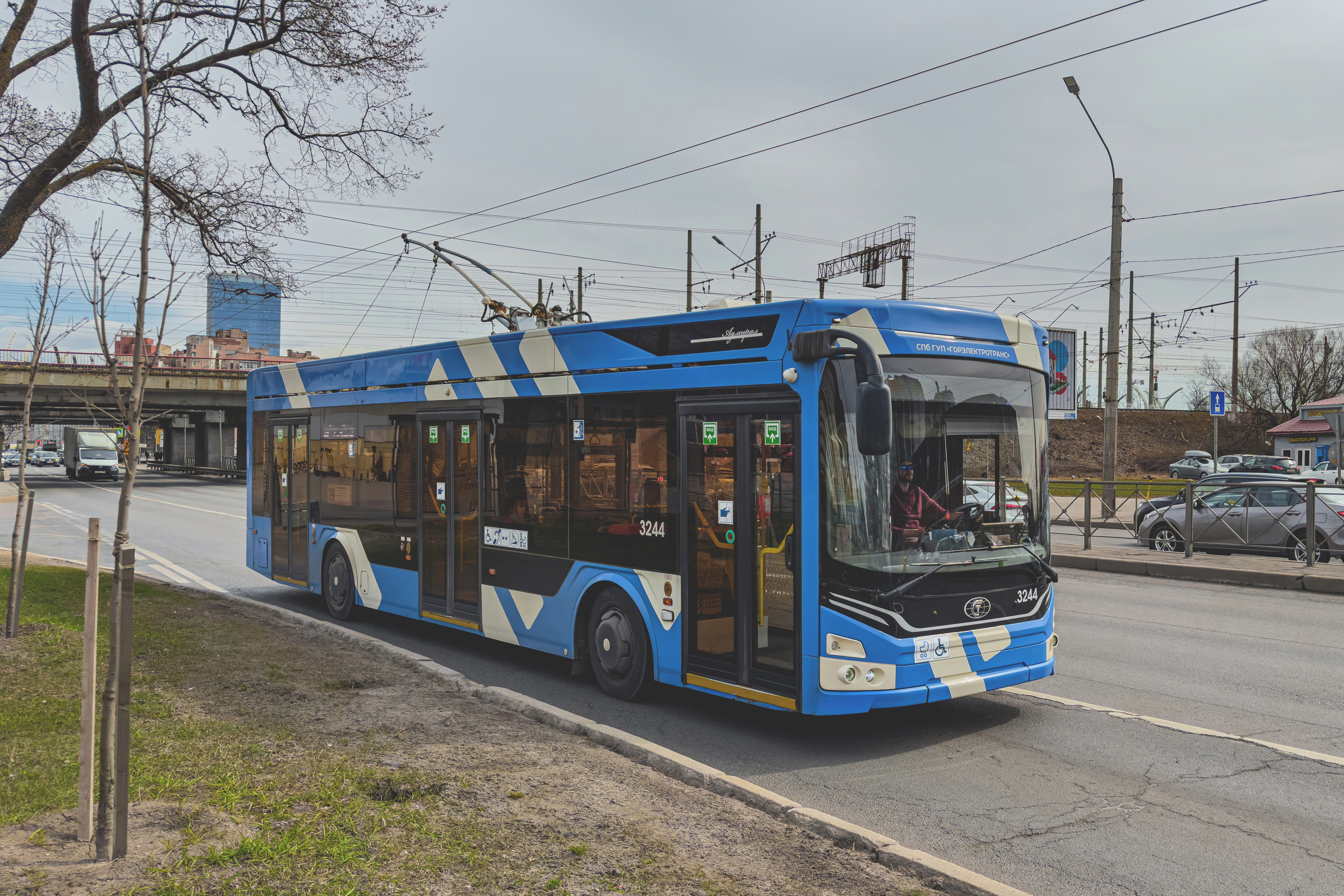
サンクトペテルブルク（2023年撮影）
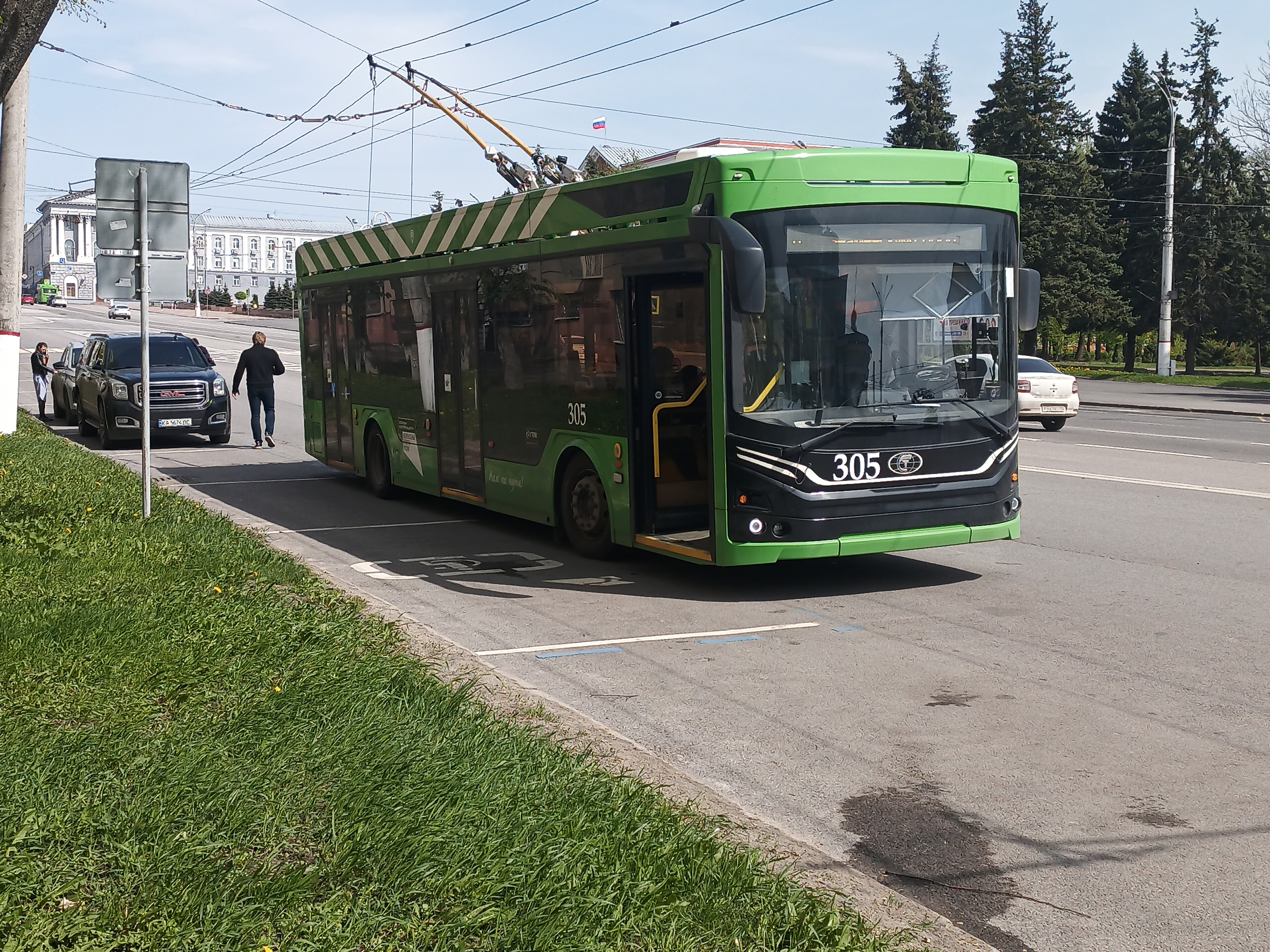
クルスク（2024年撮影）
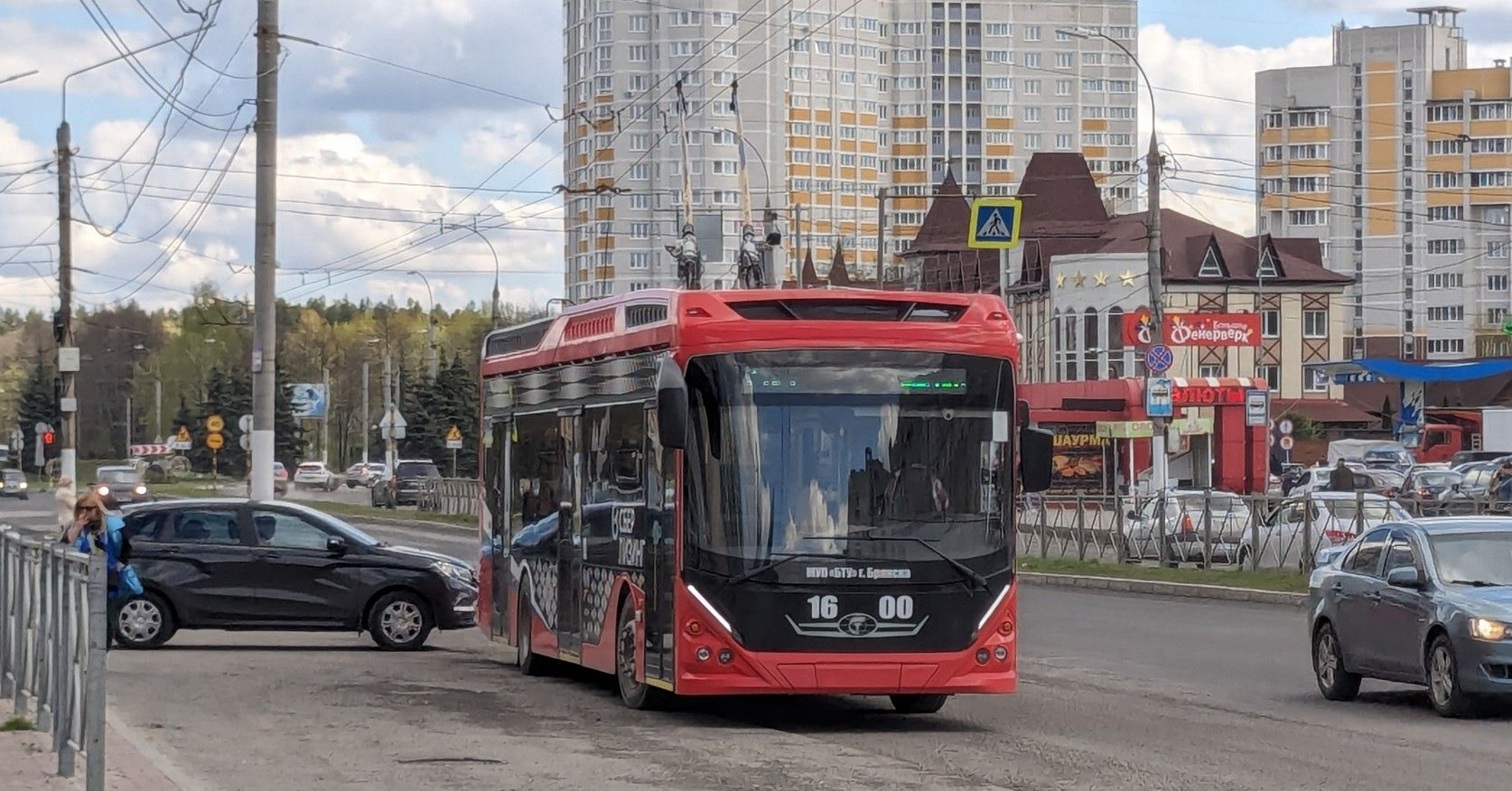
ブリャンスク（2024年撮影）
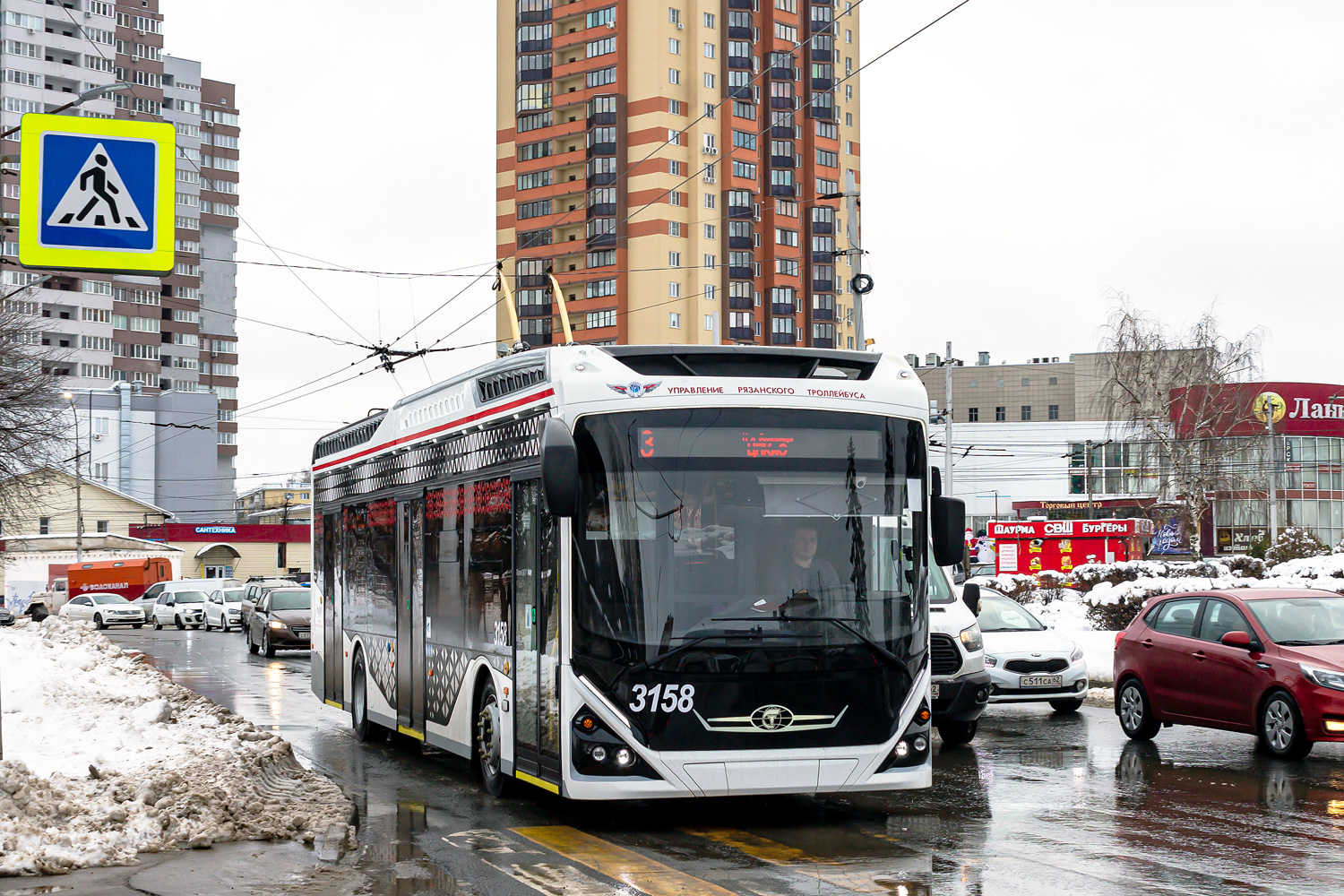
リャザン（2023年撮影）